# ريجنالد سبنسر إليري
ريجنالد سبنسر إليري (بالإنجليزية: Reginald Spencer Ellery)‏ هو طبيب نفسي أسترالي، ولد في 1897، وتوفي في 1955.